# 804 Hispania
Hispania (asteroide 804) é um asteroide da cintura principal com um diâmetro de 157,58 quilómetros, a 2,4414878 UA. Possui uma excentricidade de 0,1401814 e um período orbital de 1 747,71 dias (4,79 anos).
Hispania tem uma velocidade orbital média de 17,67538481 km/s e uma inclinação de 15,36821º.
Este asteroide foi descoberto em 20 de Março de 1915 por José Comas y Solá.